# Julia von Hausmann
Julia von Hausmann, eller Julie, (lettiska: Jūlija Katarīna Hausmane) född 7 mars 1826 i Riga, Lettland, död 15 augusti 1901 i Võsu, Estland, var en balttysk guvernant, författare och lyriker. Hon har framför allt uppmärksammats för psalmen "Så tag nu mina händer", vilken Friedrich Silcher komponerade melodin till.

## Biografi

### Bakgrund
Julie von Hausmann föddes i Riga som dotter till gymnasieläraren Johan von Hausmann och Julia von Magnus. Hon föddes som den femte av sex döttrar. von Hausmanns far tillhörde – liksom hennes mor – den balttyska minoriteten som tidigare bebodde Östersjöprovinserna. Hon spenderade sina barn- och ungdomsår i Mitau, Kurland.

### Karriär
Under en tid var hon verksam som guvernant.
von Hausmann utgav år 1899 boken "Hembakat bröd. Enkla morgon- och kvällsböner", om 700 sidor.
von Hausmann som var författare och lyriker, finns bland annat representerad med ett originaltexten till verk i Den svenska psalmboken 1986 (nr 277). "Så tag nu mina händer" är den enda psalmen författad av en baltisk poet i den Norska psalmboken. Hon finns också representerad i den Norska psalmboken 2013.

### Personligt
År 1864 flyttade hon och hennes yngre syster Johanna till Biarritz, Frankrike, där systern fått jobb som organist i den anglikanska församlingen. Vidare bodde hon tillsammans med sin äldsta syster Elise, från 1870, i Sankt Petersburg.
Därutöver företog hon resor till Tyskland, Frankrike, Schweiz och Estland. von Hausmann avled 1901 under en resa hon företagit till Võsu, och begravdes i Ilumaee.

## Verk (urval)

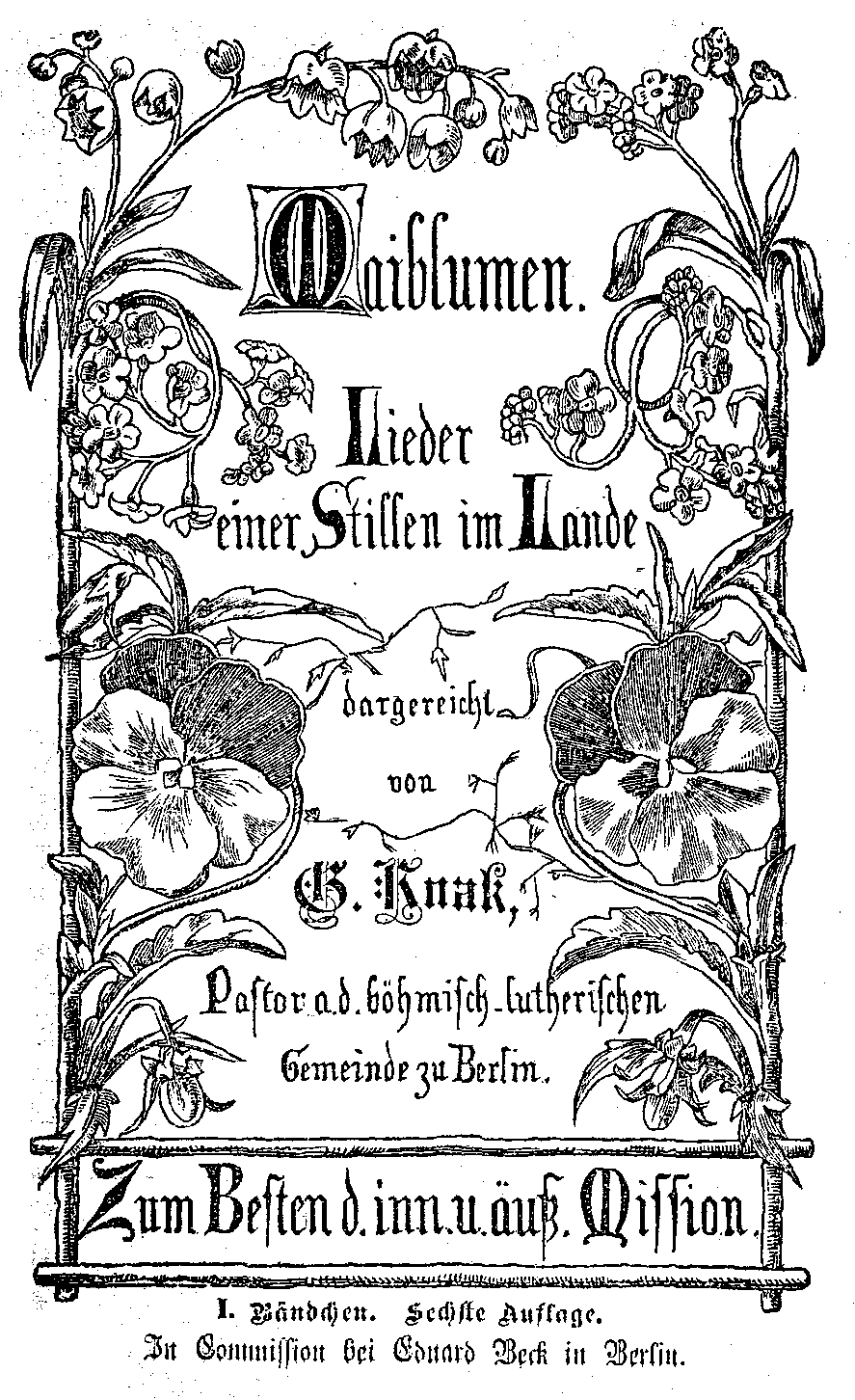
Hausmann Maiblumen.

- Maiblumen. Lieder einer Stillen im Lande.
- Bilder aus dem Leben der Nacht im Lichte des Evangeliums. 1868
- Hausbrot. Schlichte Morgen- und Abend-Andachten. 1899
- Blumen aus Gottes Garten. Lieder und Gedichte. 1902 (postum kollektion)

## Psalmer
- Så tag nu mina händer (1986 nr 277, 1937 nr 331 och 1921 nr 593) skriven 1862.